# Lesná (zámek)
Lesná je zámek ve stejnojmenné obci v okrese Tachov. Založen byl na přelomu sedmnáctého a osmnáctého století, kdy jako panské sídlo nahradil starší tvrz. Zámecký areál je od roku 1992 chráněn jako kulturní památka.

## Historie
Prvním panským sídlem v Lesné bývala manská tvrz připomínaná už ve čtrnáctém století, kterou v roce 1349 vlastnil vladyka Arkleb z Tisové. Z dalších majitelů jsou známi Petr z Lesné (1409–1412), jeho synové Zikmund a Levhart, Martin z Hojnestu (1434–1437), Albrecht Mengesreiter (1440), Mikuláš Grys (1498–1508), jeho syn Jiljí (1528) a Valter z Habšperka (1555).
Po roce 1555 Lesnou získali Schirndingerové ze Schirndingu, kterým vesnice, a po zrušení poddanství panské sídlo, zůstala až do roku 1945. František Jáchym Schirndinger v roce 1787 tvrz přestavěl na pozdně barokní zámek. Dochovaná podoba je výsledkem řady dalších úprav. Zámek v roce 1931 vyhořel, ale o pět let později byl obnoven. Ve druhé polovině dvacátého století měl v zámku kanceláře místní národní výbor, nacházelo se v něm pohostinství a prostory využívané ke kulturním účelům. Později se zámek stal sídlem obecního úřadu.

## Stavební podoba
Okrouhlé tvrziště po staré tvrzi se údajně dochovalo jihozápadně od zámku, ale podle Památkového katalogu je zdivo renesanční tvrze obsažené ve hmotě zámku. Zámek má dvě patra a z hlavního traktu po stranách vybíhají dvě kratší křídla. Nad vstupním portálem je klenák s letopočtem 1787.